# Diego de Aguilar

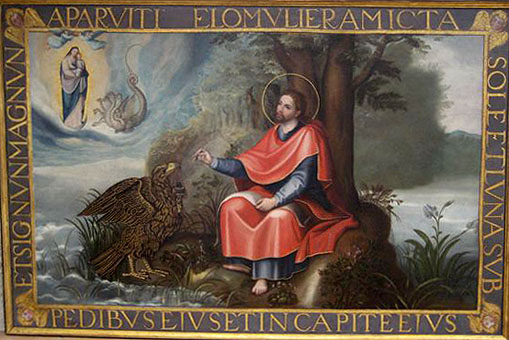
San Juan Evangelista em Patmos, pintura sobre tabela de 37 x 25 cm., interior da porta de um retablo, Toledo, convento de madres domínicas de Santa Isabel a Real.

Diego de Aguilar (falecido em 1624) foi um pintor espanhol activo em Toledo no primeiro quarto do século XVII.

## Biografia
Diego de Aguilar o jovem foi filho de um modesto pintor homónimo, a quem documenta-se desde 1558 ao serviço da catedral de Toledo em tarefas menores de carácter decorativo, tais como a iluminação de livros ou o dourado de grades e cirios, além de actuar como tasador em nome da catedral em diversas ocasiões, entre elas na tasacão do marco do Expólio do Greco em 1587.[carece de fontes?]
Formado, sem dúvida, na oficina paterna, Diego de Aguilar é artista arcaizante, próximo de Juan Sánchez Cotán na «evocação de uma atmosfera de primitivo», que nele se reforça pela utilização de ouros em vestiduras e acessórios decorativos.

### Testamento
Em seu testamento, datado o 8 de janeiro de 1624, menciona como seus os retablos da paroquial de Méntrida, pelo que ainda lhe restavam cobrar 1.200 ducados, quantidade estimável, e Magán, ambos desaparecidos, além de sendos retablos dedicados a San Juan Evangelista nos conventos toledanos da Concepção Francisca e Santa Clara. O primeiro, formado pelas pinturas de San Juan Evangelista, San Juan e a Mulher do Apocalipsis, Santiago peregrino e San Juan e a Jerusalém celeste, permite reconhecer seu estilo caracterizado pela utilização de figuras esbeltas e rígidas, de rostos agudos, junto ao gosto pelos pormenores de natureza morrida, plantas e pássaros, recordando em certa maneira a Sánchez Cotán. Iguais rasgos encontram-se no San Juan Evangelista em Patmos do convento de Santa Clara, com a figura recortada de Santa Apolonia em pé na parte inferior, onde o mais chamativo é o abundante uso do ouro, «que faz do quadro como uma miniatura ampliada».

## Um homónimo segoviano
Ainda se conhece outro Diego de Aguilar, pintor activo na diocese de Segovia, de quem existem notícias desde 1567, ano no que assinou o contrato da pintura do retablo do Rosário de Castiltierra, até sua morte a fins de 1584 ou princípios de 1585. Sua oficina será na segunda metade do século XVI um dos mais activos de Segóvia. Gozando de uma posição económica acomodada, deveu de participar também no comércio de arte a julgar pelo concerto que assinou em 1575 com Juan de Salazar, pelo que este se obrigava a pintar para Aguilar todo o tipo de composições a um preço fixo, em razão do número de figuras. De sua obra, muito abundante segundo a documentação, só se conservaram as tabelas dos retablos maiores de Cabezuela, desmembrado, e Navares das Grutas, bem como uma recentemente recuperada pintura mural da Circuncisión na igreja de San Millán de Segovia, em todas as quais se põem de manifesto os rasgos manieristas de sua pintura, próxima ao toledano.[carece de fontes?]
A partir desse pequeno número de obras documentadas têm-se-lhe atribuído outras muitas distribuídas pela província de Segóvia, como podem ser as cinco tabelas incorporadas ao retablo renascentista da igreja de Santiago Apóstolo de Anaya, ou o retablo da capela do palácio episcopal, procedente da igreja de San Marcos da mesma Segóvia.

### Bibliografía
- Angulo Íñiguez, Diego; Pérez Sánchez, Alfonso E. (1972). Pintura toledana de la primera mitad del siglo XVII. Madrid, Instituto Diego Velázquez, CSIC. ISBN 84-00-03829-0.Angulo Íñiguez, Diego; Pérez Sánchez, Alfonso E. (1972). Pintura toledana de la primera mitad del siglo XVII. [S.l.]: Madrid, Instituto Diego Velázquez, CSIC. ISBN 84-00-03829-0
- Angulo Íñiguez, Diego; Pérez Sánchez, Alfonso E. (1972). Pintura toledana de la primera mitad del siglo XVII. [S.l.]: Madrid, Instituto Diego Velázquez, CSIC. ISBN 84-00-03829-0
- Collar de Cáceres, Fernando (1989). Pintura en la antigua diócesis de Segovia (1500-1631). Segovia: Diputación Provincial. ISBN 84-867-8923-0.Collar de Cáceres, Fernando (1989). Pintura en la antigua diócesis de Segovia (1500-1631) (em espanhol). [S.l.]: Segovia: Diputación Provincial. ISBN 84-867-8923-0
- Las edades del hombre. El árbol de la vida, Segovia, 2003, ISBN 84-88265-84-0
- Pérez Sánchez, Alfonso E. (1992). Pintura barroca en España 1600-1750. Madrid : Ediciones Cátedra. ISBN 84-376-0994-1.Pérez Sánchez, Alfonso E. (1992). Pintura barroca en España 1600-1750. [S.l.]: Madrid : Ediciones Cátedra. ISBN 84-376-0994-1